# Malindi
Malindi, autrefois en français Mélinde, est une ville du Kenya habitée par les Swahilis depuis le XIVe siècle.

## Histoire
Avec pour seule rivale Mombasa pour la domination de cette partie de l'Afrique de l'Est, Malindi est traditionnellement une ville portuaire pour les puissances étrangères. En 1414, le calife de Malindi lance des relations diplomatiques avec la Chine, et une ambassade de la ville de Malindi amène avec elle à la cour de Chine une girafe, qui fit forte impression. En 1417-1419 et 1431-1433, l'amiral chinois musulman Zheng He, conduit deux grandes expéditions sur la côte africaine et parvient à Malindi avec plusieurs milliers d'hommes, dont certains s'établirent sur place. Ces villes commerçaient également l'ébène, le bois de santal et les esclaves.
L'explorateur portugais Vasco de Gama a rencontré les autorités de Malindi en 1498 lors de son premier voyage d'exploration aux Indes. À cette occasion, le navigateur a signé un accord commercial et a engagé un guide pour la poursuite de son voyage en Inde. 

En 1499 les Portugais ont établi un comptoir commercial à Malindi qui a servi d'escale sur la route des Indes.
En 1520, le Portugal prenait possession de cette ville. 

Le Portugal occupait déjà sur la côte est de l'Afrique, plus au sud, les villes portuaires de: Sofala, Mozambique et Kilwa.

En 1751, l'Encyclopédie de Diderot et d'Alembert la définit ainsi sous la plume de Louis de Jaucourt : 

« royaume d’Afrique sur la côte orientale de l’Ethiopie, au Zanguebar. Les Portugais y ont un fort, à cause qu’ils font le commerce de cette côte, le long de laquelle il y a des îles considérables. Tout le pays est arrosé de plusieurs rivieres. »

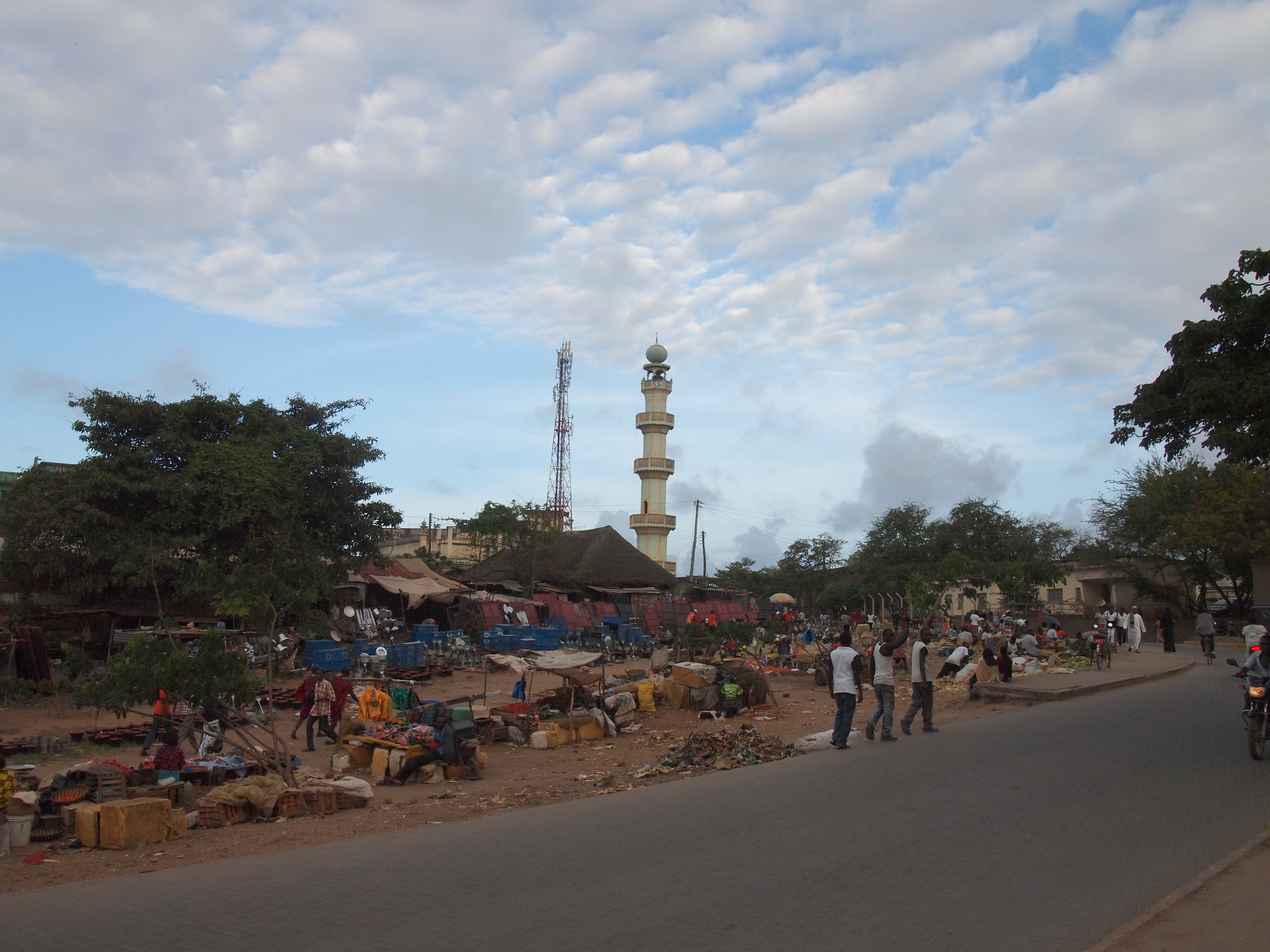
Marché et mosquée Rawdha.
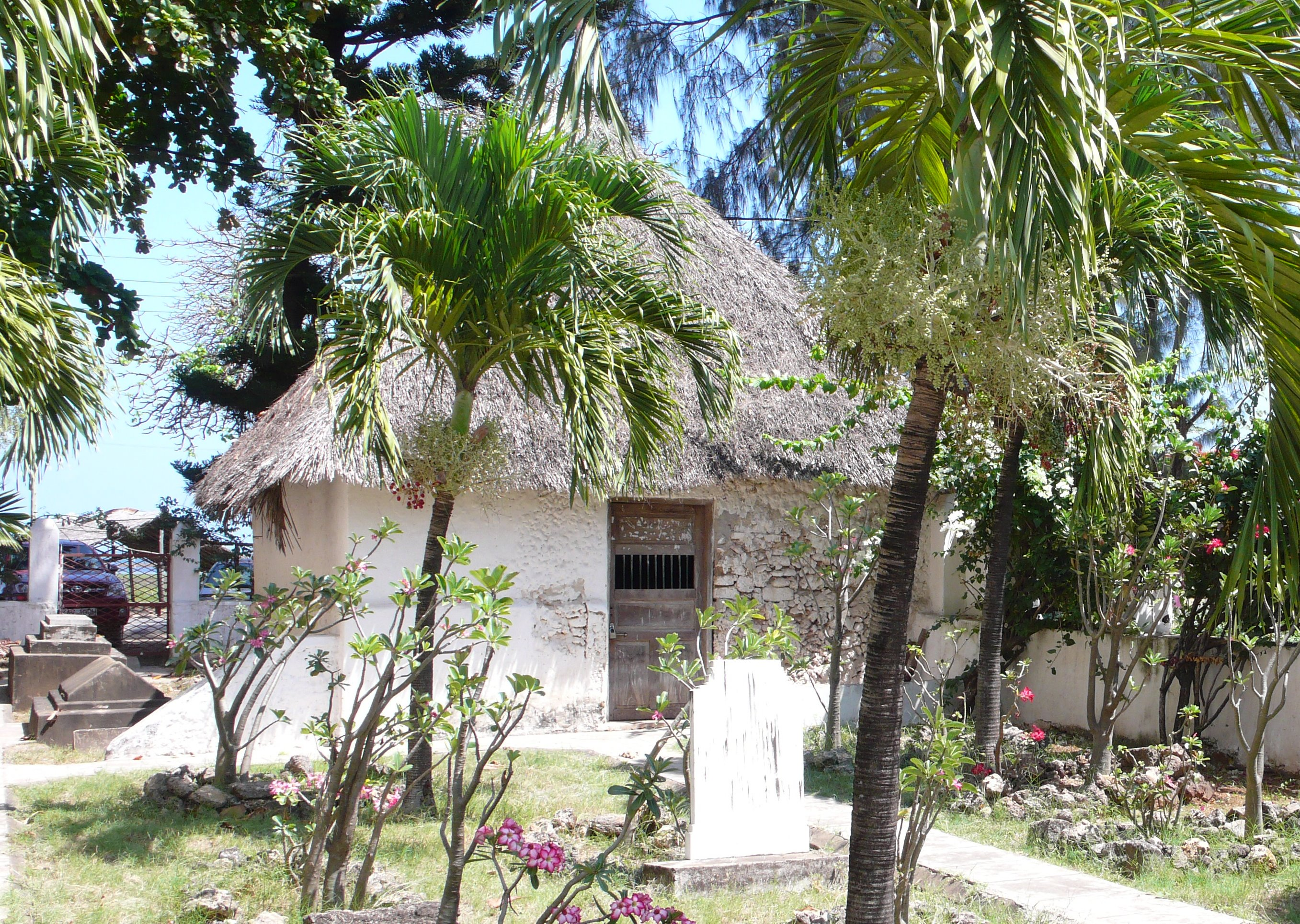
Chapelle portugaise (XVe siècle).
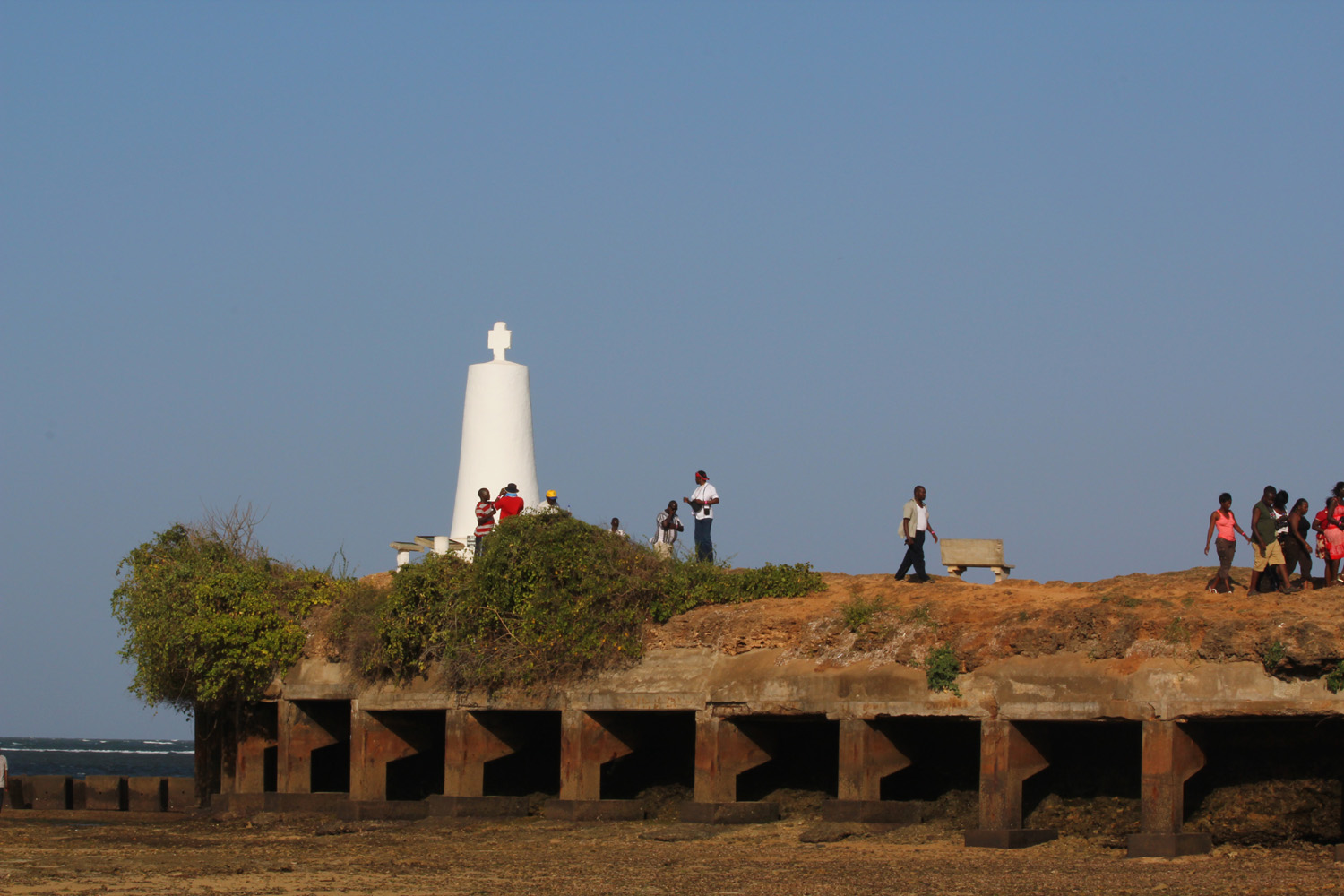
Pilier de Vasco de Gama.
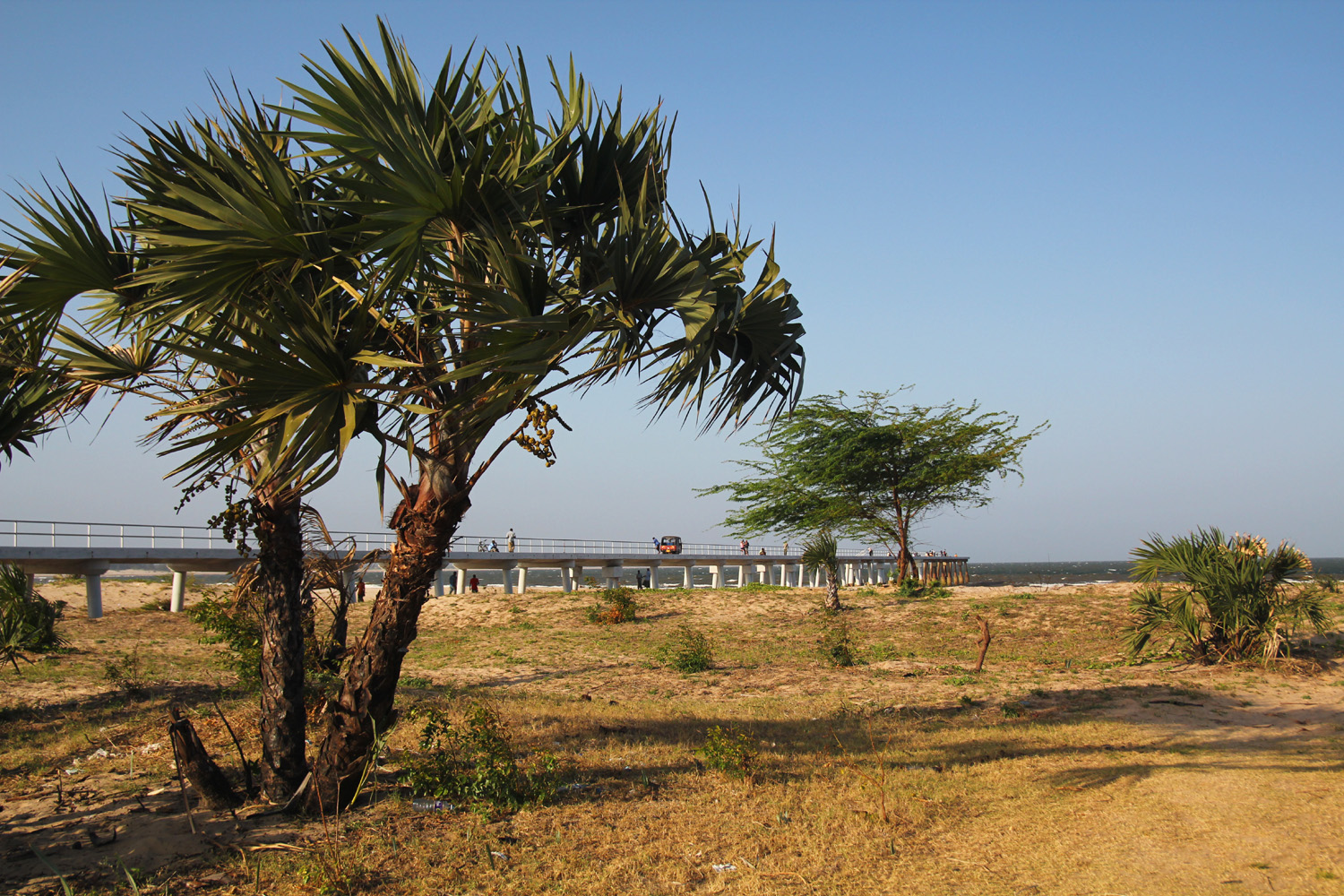
La jetée de Malindi.
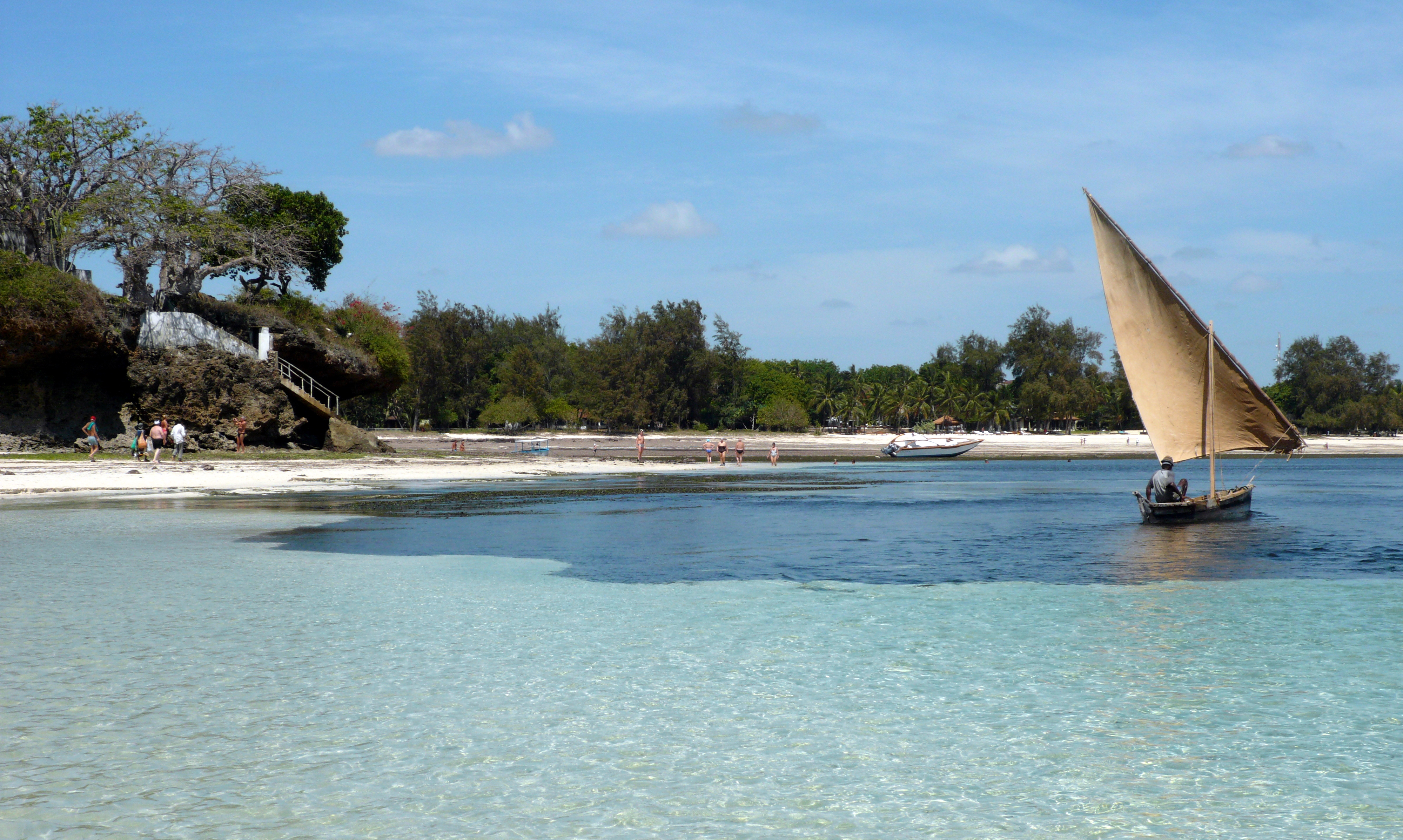
Vue du Malindi Marine National Park.

## Religion
Malindi est essentiellement musulmane (de tradition swahilie), mais est également le siège d'un évêché catholique créé le 2 juin 2000.